# Патрік Гаттон
Патрік Гаттон (англ. Patrick H. Hutton) — американський філософ, історик, заслужений професор у відставці.

## Життєпис
В 1956 році він вступив до Принстонського університету (школи Вудро Вільсона зі зв'язків з громадськістю), де в 1960 році здобув науковий ступінь бакалавра з відзнакою. Разом з тим, він номінований асоціацією New Jersey Society of Colonial Dames на нагороду за написання студентської наукової дисертації. Згодом, вступивши до Вісконсинського університету де в 1964 році отримав ступінь магістра історії, а в 1969 році - ступінь доктора історії та компаративного літературознавства.
Протягом 1965–1968 років він був співробітником Danforth Foundation. Влітку 1971 року Гаттон отримав стипендію для молодих гуманітаріїв від Національного фонду розвитку гуманітарних наук. Також протягом 1974–1975 років він отримав грант-допомогу від Американської ради наукових товариств, та ряд грантів від Університету Вермонта. В 1981 році Патрік Гаттон видав свою першу ґрунтовну наукову працю «Культ революційної традиції, бланкісти в французькій політиці» (англ. The Cult of the Revolutionary Tradition: The Blanquists in French Politics). 1992 року був номінований на нагороду «Kroepsch-Maurice» за досягнення у викладацькій сфері. Він працював у фонді National Endowment for the Humanities Summer Institute on Giambattista Vico and Humanistic Knowledge, і поєднуючи цю роботу з викладацькою діяльністю, він написав одну із найбільш ґрунтовних праць присвячених студіям пам'яті: «Історія як мистецтво пам'яті» (англ. History as an Art of Memory), яка була  видана в 1993 році.
Книга являє собою теоретичну добірку тез провідних фахівців з теорії пам'яті (колективна пам'ять, індивідуальна пам'ять[недоступне посилання з липня 2019], історична пам'ять). Основний лейтмотив — це взаємодія історичної науки з пам'яттю. Крім введення в загальну теорію, представлений огляд ідей Джамбатіста Віко — італійській філософ, Вільяма Вордсворта — англійській поет, Зигмунда Фройда — австрійський психолог і невролог, Моріса Хальбвакса - французький соціолог, Філіпа Арієса — французький історик, Мішель Фуко, П'єра Нора тощо. Окремий розділ виділений на огляд історіографії французької революції, а також на мистецтво пам'яті в епоху постмодерну. У 2007 році Патрік Гаттон був науковим співробітником Університету штату Аризона (англ. Arizona State University) де читав курс лекцій з історії Франції, європейської інтелектуальної історії та історіографії і сучасної історії, а вже у 2008–2010 роках Патріка було обрано до Керівного комітету Міжнародного товариства з історії культури.
Нині науковець має звання заслуженого професора у відставці та продовжує працювати не повний робочий день викладаючи два курси: «Ідеї західній традиції: в давнину» для Комплексної програми гуманітарногов в Університеті штату Вісконсин, та семінар, для відмінників другокурсників правового коледжу, під назвою «Повсякденне життя в сучасному світі». Ця програма призначена для інтеграції історичної методології та філософії історії в новітні тенденції критичної думки соціальних і гуманітарних наук.

## Наукові праці
- Philippe Ariès and the Politics of French Cultural History. Amherst: University of Massachusetts Press, 2004.[недоступне посилання з грудня 2021]
- History as an Art of Memory. Hanover, NH: University Press of New England, 1993.
- The Cult of the Revolutionary Tradition: The Blanquists in French Politics, 1864–1893. Berkeley: University of California Press, 1981.

## Наукові статті
- "Memory in Contemporary Historiography, " invited chapter for A Handbook of Historical Theory, ed. Sarah Foot and Nancy Partner (London: Sage Publications, forthcoming)
- "The Paris Refuge of Walter Benjamin, " online article posted to the website, "Refuge and Rejection, " ed. Brian Gratton and Anna Holian, Institute for Humanities Research, Arizona State University (www.asu.edu/clas/history/proj/refugee/articles/Hutton), February 2007
- "Memory and Historical Identity in Our Times, " in The Merits of Memory: Concepts, Contexts, Debates, ed. Hans-Jürgen Grabbe and Sabine Schindler (Heidelberg, Germany: Universitaetsverlag), (forthcoming)
- "Philippe Ariès, " in Twentieth-Century French Historians, ed. Philip Daileader and Philip Whalen (Oxford: Blackwell, forthcoming)
- "Quickening Memory and the Diversification of Historical Narrative, " Historical Reflections/ Réflexions historiques 31/2 (summer 2005), 201-16.
- "Philippe Ariès and the Secrets of the History of Mentalities, " Historical Reflections/Réflexions Historiques 28/1 (spring 2002), 1-19.
- "Late-Life Historical Reflections of Philippe Ariès on the Family in Contemporary Culture, " Journal of Family History 26/2 (July 2001), 395–410.
- "Recent Scholarship on Memory and History, " The History Teacher 33/4 (August 2000), 533-48.
- "Memory and History at the End of History, " Quadrante no. 2 (March 2000), 114-28.
- "Ideas about Tradition in the Life and Work of Philippe Ariès, " in Questions of Tradition, ed. Mark Phillips and Gordon Schochet (Toronto: University of Toronto Press, 2004), 274-95.
- "Of Death and Destiny: The Ariès/Vovelle Debate about the History of Mourning, " in Symbolic Loss; The Ambiguity of Mourning and Memory at Century's End, ed. Peter Homans (University of Virginia Press, 2000), 147-70.
- "Mentalities, Matrix of Memory, " Historia 43/2 (November 1998), 7-23; also in Historical Perspectives on Memory, ed. Anne Ollila (Studia Historica 61; Helsinki: Finnish Historical Society, 1999), 69-90.
- "The Postwar Politics of Philippe Ariès, " Journal of Contemporary History 34/3 (July 1999), 365-81
- "The Politics of the Young Philippe Ariès, " French Historical Studies 21/3 (Summer 1998), 475-95.
- "France at the End of History: The Politics of Culture in Contemporary French Historiography, " Historical Reflections 23/2 (Spring 1997), 105-27. Republished in a Festschrift for Jorma Kalela, ed. Auli Kultanen (Turku: Kirja-Aura, 2000).
- "Vico for Historians; An Introduction, " Historical Reflections 22 (1996), 479-93.
- "Vico and the End of History, " Historical Reflections 22 (1996), 537-58.17.
- "Sigmund Freud and Maurice Halbwachs: The Problem of Memory in Historical Psychology, " Historical Reflections 19/1 (Winter 1993), 1-16. Republished in The History Teacher 27/2 (February 1994), 145-58.
- "The Problem of Memory in the Historical Writings of Philippe Ariès, " History and Memory 4/1 (Spring/Summer 1992), 95-122.
- "The Problem of Oral Tradition in Vico's Historical Scholarship, " Journal of the History of Ideas 53/1 (1992), 3-23.20
- "Inventing Constitutions: The Vermont Constitution and the Print Revolution of the Eighteenth Century, " in We Vermonters: Perspectives on the Past, ed. Michael Sherman and Jennie Versteeg (Montpelier: Vermont Historical Society, 1992), 277-89.
- "The Foucault Phenomenon and Contemporary French Historiography, " Historical Reflections/Réflexions historiques 17/1 (Winter 1991), 77-102.
- "The Role of Memory in the Historiography of the French Revolution, " History and Theory 30/1 (1991), 56-69. Republished in Russian translation in Oral History Reader, ed. Marina Loskoutova (St. Petersburg: European University at St. Petersburg, 2003), 356-75.
- "The Curriculum of the University of Vermont in the Twentieth Century, " in The History of the University of Vermont, ed. Robert V. Daniels (Hanover, NH: University Press of New England, 1991), 333-48.
- "Collective Memory and Collective Mentalities: The Halbwachs-Ariès Connection, " Historical Reflections/ Reflexions historiques 15/2 (Summer 1988), 311-22.
- "Philippe Ariès: Traditionalism as a Vision of History, " Proceedings of the Annual Meeting of the Western Society for French History 15 (1988), 388-97.
- "The Print Revolution of the Eighteenth Century and the Drafting of Written Constitutions, " Vermont History 56/3 (1988), 154-65.
- "Foucault, Freud, and the Technologies of the Self, " in Technologies of the Self: A Seminar with Michel Foucault, ed. Luther H. Martin, Huck Gutman, and Patrick H. Hutton (Amherst: University of Massachusetts Press, 1988), 121-44. Republished in German, Italian Japanese, and Korean translation.
- "The Art of Memory Reconceived: From Rhetoric to Psychoanalysis, " Journal of the History of Ideas 48/3 (1987), 371-92. Republished in The History of Ideas: Canon and Variations, ed. Donald R. Kelley (Rochester: University of Rochester Press, 1990), 290–311.
- "Vico's Significance for the New Cultural History, " New Vico Studies 3 (1985), 73-84. Republished in Italian translation in Lettera internazionale 5/20 (1989), 35-38.
- "Some Reflections on Recent Trends in Historical Writing, " Bulletin, Chittenden County Historical Society 20/1 (1985), 46-48.
- "The Psychohistory of Erik Erikson from the Perspective of Collective Mentalities, " The Psychohistory Review 12/1 (1983), 18-25. Republished in German translation in Mentalitaten-geschichte, ed. Ulrich Raulff (Berlin: Verlag Klaus Wagenbach, 1987), 146-62.
- "Religion and the Civilizing Process in Marx and Vico, " in Marx and Vico: Affinities and Contrasts, ed. Giorgio Tagliacozzo (Atlantic Highlands: Humanities Press, 1983), 140-50.
- "The History of Mentalities: The New Map of Cultural History, " History and Theory 20/3 (1981), 237-59. Republished in German translation in Vom Umschreiben der Geschichte, ed. Ulrich Raulff (Berlin: Verlag Klaus Wagenbach, 1986), 103-31. Republished in English in The Annales School: Critical Assessments, ed. Stuart Clark (London: Routledge, 1999), 381–403.
- "Vico's Theory of History and the French Revolutionary Tradition, " Journal of the History of Ideas 37/2 (1976), 241-56.
- «Popular Boulangism and the Advent of Mass Politics: An Interpretation of the Boulangist Movement in France, 1886–1890,» Journal of Contemporary History 11 (1976), 85-105. Republished in European Political History, 1870–1913, ed. Benjamin Ziemann and Thomas Mergel (Aldershot U.K.: Ashgate, 2007), 41-62.
- «The Role of the Blanquist Party in Left-Wing Politics in France, 1879–1890,» Journal of Modern History 46 (1974), 277-95.
- "Companionship in Voltaire's Candide, " Enlightenment Essays 4(1973), 39-45. Republished in Novels for Students, ed. Debbie Schmitt, (Farmington Hills, MI: The Gale Group, 1999), vol. 7; republished in electronic format in Novels for Students E-Book Bundle, ed. Mark Milne (Thomson/Gale, 2006).
- "The New Science of Giambattista Vico: Historicism in its Relation to Poetics, " Journal of Aesthetics and Art Criticism 30/3 (1972), 359-67.
- "The Impact of the Boulangist Crisis upon the Guesdist Party at Bordeaux, " French Historical Studies 12 (1971), 226-44. Republished in French translation in the Bulletin de l'institut Aquitain d'études sociales No.23/24 (1975), 13-52.

### CV Патріка Х. Хаттона
- CURRICULUM VITAE: Patrick H. Hutton[недоступне посилання з липня 2019]